# Гичи, Петер
Петер Гичи (нем. Peter Ghyczy; 1 декабря 1940, Будапешт) — немецкий дизайнер. В настоящее время проживает в Нидерландах.

## Биография
Петер Гичи родился в известной аристократической семье, проживавшей в старой части города Будапешт (Буда). В 1945, во время захвата города войсками красной армии, погибает его отец, и Петера перевозят в семейное поместье Вашарошнамень в области Пуста. Там он посещает сельскую школу. В 1947 благодаря деятельности красного креста Петер отправляется в Бельгию изучать французский язык. Однако в 1952 имущество семьи было конфисковано — и он возвращается к матери в Будапешт, где и заканчивает начальную школу. С 1954 года он посещает среднюю школу бенедиктинцев в Паннонхальме.
В 1956 в Венгрии вспыхнуло восстание против коммунистического режима. Восстание было подавлено, и Петер бежит со своей матерью и братом, минуя Вену, — в Бонн. Здесь, в Бонне, в 1960 году он заканчивает среднюю школу и поступает на архитектурное направление в технологический университет города Аахен, выбранная им специализация — техника строительства. В 1961 году Петер — ассистент известного немецкого архитектора и профессора Рудольфа Штайнбаха, позже он работает в Институте исследования пластика при факультете. Петер принимает непосредственное участие в проекте ЮНЕСКО — проекте спасения античных монументов в Калабше (Египет) от затопления. В 1967 году он получает диплом архитектора технологического университета Аахена, его дипломная работа посвящена нестандартным зданиям школ.
С 1968 по 1972 Петер Гичи проживал в Лемфорде на юге земли Нижняя-Саксония (Германия).
В 1969 он получает статус гражданина Германии.
На сегодняшний день Петер Гичи женат, отец четверых детей. Проживает в городке Беезель на реке Маас у восточной границы Нидерландов.

### Работа как дизайнера
Петер Гичи — один из самых известных дизайнеров-иммигрантов, оказавших сильное влияние на немецкую школу дизайна. В их числе также: Хенри ван де Вельде, Марсель Брейер, Ханс Гугелот и Питер Мали. В 1968 он занимает одну из ключевых позиций в компании Elastogran в Лемфорде (Южная-Нижняя-Саксония), где ответственен за разработку изделий из полиуретана. Владельцем и директором компании Эластогран являлся Готфрид Рейтер, в прошлом химик компании Байер (Леверкурзен), известный профессионал по изделиям из полиуретана, имевший в этой области несколько патентов. В 1960 Готфрид Рейтер организовал группу компаний, в состав которой входил и отдел дизайна в Лемфорде. Именно там с 1968 по 1972 Петер Гичи разрабатывает множество конструкций, признанных инновационными и определивших его как одного из самых продуктивных дизайнеров тех лет. В 1970 в Лемфорде открывается Дизайн-Центр, здание по проекту Гичи, первое в своем роде — сделанное полностью из полиуретана. Кроме того, студия в Лемфорде — была одна из самых ранних немецких студий дизайна, где тесное сочетание технической реализации и оформления изделий настолько образцово, что и сегодня стоит особняком во всей промышленности пластмасс. Именно здесь разработаны новые модульные компоненты, такие как убежища и фасадные элементы, и разработаны новые конструкции обычной мебели: стульев, кресел в виде ракушек, секционных диванов, столов, полок, пластиковых дверей для дома и офиса. Лицензии были предоставлены известным компаниям, таким как Drabert, Die Vereinigten Werkstätten, Vitra (на тот момент ещё Fehlbaum GmbH), Beylarian. Но лишь одна из всех инновационных моделей достигла общего признания — первое навесное кресло Das Gartenei (1968). В 1972 году Дизайн-Центр был закрыт, а позже и снесен. Свою компанию Готфрид Рейтер продал фирме BASF, а технологию производства полиуретанов, отчасти тайно — ГДР, к которой в качестве дополнения было предоставлено кресло Das Gartenei. Это привело к тому, что конструкция кресла Гичи производилась в огромных количествах заводом в Зенфтенберге. Позже, получив известность как «зенфтенбергское яйцо» кресло было неверно воспринято, как представитель восточно-немецкого дизайна; с 90-х годов его рассматривают уже как культовый предмет, пользующийся спросом у коллекционеров. В настоящее время Петер Гичи готовит переиздание своего изобретения.
В 1972 году Петер Гичи организовывает компанию Ghyczy + Co Desig в Вьерсене, и представляет на обозрение свою первую коллекцию дизайнерской мебели. В основе коллекции лежит теория привычных техник работы с пластмассой, но примененных уже к металлу. Многие из своих работ он запатентовал, в особенности специальную технику зажимов, основанную на сочетании стекла и металла. Техника зажимов использовалась для создания так называемых безрамочных таблиц, которые позже создали основу для целой линейки продуктов компании. Вдобавок, после долгих попыток борьбы с плагиатом, был запатентован безрамочный зажимный шельф R03. Кроме того, Петер Гичи создатель многочисленных форм ламп, например: серия MegaWatt и настольная лампа MW17, на изогнутой сбалансированной стальной трубке; ещё одна «безрамочная» конструкция, идеей напоминающая другое творение дизайна того времени — «безногого» Freischwinger, представленного Мартом Штаммом и Людвигом Миес ванн дер Роэ в 1927. Благодаря своему профессиональному опыту в литье пластмасс, Петер Гичи часто использует техники литья металлов (в особенности алюминия и латуни).
В 1974 году компания Ghyczy + Co Desig перенесла свою штаб квартиру в Голландию. С 1985 компания была переоформлена в городе Swalmen, где и существует до сих пор под названием Ghyczy Selection.